# غار ماگورا
غار ماگورا (بلغاری "пещера Магура") در شمال غربی بلغارستان نزدیک به روستای رابیشا در فاصلهٔ ۲۵ کیلومتر (۱۶ مایل) از شهر بلوگرادچیک در استان ویدین واقع شده است.
نقاشی‌های دیواری غار ماگورا شباهت زیادی به نقاشی‌های غار گروتا دی سروی در ایتالیا دارند. این اشکال، بیان و عمق هنری استثنایی دارند و از شاخص‌ترین آثار هنری دوران پس از پارینه سنگی اروپا محسوب می‌شوند.
بازدیدهای هدایت شده توسط کارکنان شهرداری بلوگرادچیک انجام می‌شود که مدیریت غار در سال ۲۰۱۲ توسط شورای وزیران بلغارستان به آنها واگذار شد.

در سال ۱۹۸۴، این مکان در فهرست آزمایشی میراث جهانی ثبت شد.